# Шуанцзян-Лаху-Ва-Булан-Дайский автономный уезд
Шуанцзян-Лаху-Ва-Булан-Дайский автономный уезд (кит. упр. 耿马傣族佤双江拉祜族佤族布朗族傣族自治县自治县, пиньинь Shuāngjiāng Lāhùzú Wǎzú Bùlǎngzú Dǎizú zìzhìxiàn) — автономный уезд городского округа Линьцан провинции Юньнань (КНР).

## История
В 1930 году на стыке уездов Ланьцан и Мяньнин был создан уезд Шуанцзян (双江县).
После вхождения провинции Юньнань в состав КНР в 1950 году был образован Специальный район Баошань (保山专区), и уезд вошёл в его состав. В 1952 году уезд был передан в состав нового Специального района Мяньнин (缅宁专区).
Постановлением Госсовета КНР от 30 июня 1954 года Специальный район Мяньнин был переименован в Специальный район Линьцан (临沧专区)
29 декабря 1958 года уезды Шуанцзян и Линьцан были объединены в уезд Линьшуан (临双县), но уже в декабре 1959 года они были воссозданы в прежних границах.
В 1970 году Специальный район Линьцан был переименован в Округ Линьцан (临沧地区).
Постановлением Госсовета КНР от 11 июня 1985 года уезд Шуанцзян был преобразован в Шуанцзян-Лаху-Ва-Булан-Дайский автономный уезд.
В 2003 году округ Линьцан был преобразован в городской округ.

## Административное деление
Автономный уезд делится на 2 посёлка и 4 волости.